# Epistrophe trifasciata
Epistrophe trifasciata är en tvåvingeart som beskrevs av Ho 1987. Epistrophe trifasciata ingår i släktet brynblomflugor, och familjen blomflugor. Inga underarter finns listade i Catalogue of Life.